# Nationalpark Andohahela
Nationalpark Andohahela er en nationalpark i kategori II i World Conservation Unions klassificering, beliggende nær  den sydlige ende af Madagaskar.
Sammen med fem andre nationalparker blev de i 2007 under navnet Atsinananas regnskove opført på UNESCO-Verdensarvsliste 

## Geografi
Nationalparken ligger i regionen  Androy, midt mellem distrikterne Tôlanaro (Fort-Dauphin) og Amboasary Sud i nærheden af nationalvej 13. Parken består af tre ikke sammenhængende områder, med et samlet areal på 76.020 ha i en højde der svinger mellem 120 og 1.972 moh.

## Historie
En del af den nuværende  nationalpark, 30.000 ha,  blev allerede  sat under beskyttelse i 1939.  I 1966 blev området udvidet til den nuværende størrelse, og i 1997 blev Andohahela til en  nationalpark.
2007 blev  Atsinananas regnskove til  UNESCO-verdensnaturarv og Nationalpark Andohahela er en del deraf.

## Flora og fauna
I parken  lever 12 lemurarter, 129 fuglearter, 75 krybdyrarter og 50 arter af padder samt mere end 1.000 plantearter.